# Щ (слово ћирилице)
Щ, щ (искошено: Щ, щ) ћириличко је слово. У руском језику, представља безвучни, надзубно-предњонепчани, струјни сугласник (МФА: ), сличан изговору слова ⟨ш⟩ у речи шума (али дуже). У украјинском и русинском језику, представља групу сугласника ⟨шч⟩ — МФА: . У бугарском језику, представља групу сугласника ⟨шт⟩ — МФА: . У курдском језику, представља сугласник ⟨џ⟩ — МФА: . Други несловенски језици писани на ћирилици користе ово слово како би написали неколицину позајмљеница или страна имена; обично се изговара као ⟨ш⟩ — МФА:  — и често се изоставља приликом учења тих језика.
У српском језику, ово слово се са руског језика транскрибује као ⟨шч⟩, одражавајући историјски руски изговор тог слова. То може довести до забуне, јер ⟨ч⟩ у транскрипцији може да указује на то да је слово Щ, у ствари, спој слова Ш и тврдог Ч, што је тачно код украјинског, али не и руског језика, где је овај звук увек мекши. Слово Щ у ова два језика одговара групи сугласника ⟨шч⟩ у сродним речима на белоруском.

## Историја
Ћириличко слово щ изведено је од глагољичког слова шта — Ⱋ.
Име слова у старословенској азбуци било је шта (шта), а његов стари изговор је сачуван у савременом бугарском језику.
Ово слово користило се и у комском језику за сугласник  (тврђе од ч). Тренутно се представља диграфом тш.

## Облик
Облик овог слова је ћириличко слово ш са десцентом.

## Сродна слова и други слични знакови
- Ш, ш: ћириличко слово
- С́, с́: црногорско ћириличко слово

## Рачунарски кодови
| Знак                      | Щ                             | Щ                             | щ                           | щ                           |
| ------------------------- | ----------------------------- | ----------------------------- | --------------------------- | --------------------------- |
| Назив у Уникоду           | CYRILLIC CAPITAL LETTER SHCHA | CYRILLIC CAPITAL LETTER SHCHA | CYRILLIC SMALL LETTER SHCHA | CYRILLIC SMALL LETTER SHCHA |
| Врста кодирања            | децимална                     | хексадецимална                | децимална                   | хексадецимална              |
| Уникод                    | 1065                          | U+0429                        | 1097                        | U+0449                      |
| UTF-8                     | 208 169                       | D0 A9                         | 209 137                     | D1 89                       |
| Нумеричка референца знака | &#1065;                       | &#x429;                       | &#1097;                     | &#x449;                     |
| KOI8-R and KOI8-U         | 253                           | FD                            | 221                         | DD                          |
| Code page 855             | 250                           | FA                            | 249                         | F9                          |
| Code page 866             | 153                           | 99                            | 233                         | E9                          |
| Windows-1251              | 217                           | D9                            | 249                         | F9                          |
| ISO-8859-5                | 201                           | C9                            | 233                         | E9                          |
| Macintosh Cyrillic        | 153                           | 99                            | 249                         | F9                          |